# Roman de gare
Roman de gare è un film del 2007 diretto da Claude Lelouch con lo pseudonimo di Hervé Picard.